# Новое (Коломенский район)
Новое — деревня в Коломенском районе Московской области. Постоянное население немногочисленно.
До 2003 года деревня относилась к Никульскому сельскому округу, затем к Непецинскому сельскому округу, а с 2005 года к Непецинскому сельскому поселению.
Расположена в 17 км к северо-западу от Коломны и в 3,5 км к югу от ж.-д. платформы Осёнка.

## Население
| 2002 | 2006 | 2010 |
| ---- | ---- | ---- |
| 0    | →0   | →0   |